# Tum Bin
Tum Bin (inaczej: Tum Bin - Love Will Find a Way hindi:तुम बिन, tj. Bez ciebie - miłość odnajdzie drogę) to bollywoodzki dramat miłosny z 2001 roku. Reżyseria- debiutant Anubhav Sinha, potem autor Cash, Dus. W rolach głównych nominowani do nagród za debiut Sandali Sinha i  Priyanshu Chatterjee, którzy potem w 2003 roku zagrali parę w Pinjar. To historia miłości, która narodziła się ze śmierci. Odejście jednej osoby robi miejsce w czyimś życiu dla kogoś innego. Tematem filmu jest poczucie winy, zadośćuczynienie i pragnienie uzyskania przebaczenia. W filmie możemy śledzić jak bohaterowie wyzwalają się z bólu i rozpaczy, ku życiu i kolejnej szansie na miłość. Ale najpierw muszą zmierzyć się ze swoją niemożnością wyznania uczuć, z wątpliwościami, czy mają prawo do nich. W tej historii chodzi o to, by ludzie utraciwszy coś czy kogoś, nie pogubili się, a pogubiwszy się dali się komuś odnaleźć.

## Fabuła
Historię tę rozpoczyna tragedia. Młody, dobrze zapowiadający się biznesmen Shekhar Malhotra (Priyanshu Chatterjee) tego samego dnia dwa razy przypadkiem (jeśli istnieją przypadki) spotyka się z Amarem Shahem, właścicielem firmy z Kanady. Na wieczornym przyjęciu Amar namawia go na robienie kariery poza Indiami, przekonany, że Shekhar i tak odnajdzie kiedyś swoje miejsce w Kanadzie. Kilka godzin później Shekhar próbując uniknąć potrącenia chłopca, zabija Amara. Przerażony ucieka z miejsca wypadku. To zdarzenie wytrąca go  z równowagi. Popada w przygnębienie. Nie może sobie znaleźć miejsca. Dręczony wyrzutami sumienia jedzie do Kanady, by prosić o wybaczenie rodzinę Amara. Na miejscu brakuje mu jednak odwagi, nie śmie ujawnić prawdę. Postanawia zadośćuczynić rodzinie Amara zapobiegając plajcie jego firmy. Pomaga mu  w tym  zrozpaczona z powodu śmierci ukochanego Piya (Sandali Sinha). Codzienna obecność z jego winy cierpiącej  dziewczyny, budzi w nim współczucie, a potem miłość.

## Obsada
- Shekhar Malhotra – Priyanshu Chatterjee
- Pia – Sandali Sinha
- Amar Shah – Rakesh Bapat
- Abhigyan – Himanshu Malik
- Amara ojciec – Vikram Gokhale
- Amara siostra – Amrita Prakash
- Amara babka – Dina Pathak

## Muzyka i piosenki
| Piosenka                | Wykonawca                      | Dyrektor muzyczny | Słowa        | Czas | Nota |
| ----------------------- | ------------------------------ | ----------------- | ------------ | ---- | ---- |
| Chhoti Chhoti Raatein   | Sonu Nigam, Anuradha Paudwal   | Nikhil-Vinay      | Faaiz Anwar  |      |      |
| Chhoti Chhoti Raatein 2 | Sonu Nigam, Anuradha Paudwal   | Nikhil-Vinay      | Faaiz Anwar  |      |      |
| Tumhare Siva            | Udit Narayan, Anuradha Paudwal | Nikhil-Vinay      | Faaiz Anwar  |      |      |
| Koi Fariyaad            | Jagjit Singh                   | Nikhil-Vinay      | Faaiz Anwar  |      |      |
| Dekhte Hi Dekhte        | Abhijeet, Anuradha Paudwal     | Nikhil-Vinay      | Faaiz Anwar  |      |      |
| Zoom Bumbura            | Sonu Nigam                     | Ravi Pawar        | Faaiz Anwar  |      |      |
| Daroo Vich Pyar         | Taz                            | T.S. Jarnail      | T.S. Jarnail |      |      |
| Tum Bin                 | Chitra                         | Nikhil-Vinay      | Pushpa Patel |      |      |
| Suru Ru                 | Sonu Nigam                     | Ravi Pawar        | Faaiz Anwar  |      |      |
| Pyar Humko Hone Laga    | Abhijeet, Chitra               | Nikhil-Vinay      | Faaiz Anwar  |      |      |
| Meri Duniya Mein        | Sonu Nigam                     | Nikhil-Vinay      | Faaiz Anwar  |      |      |
| Meri Duniya Mein 2      | S. Shailaja                    | Nikhil-Vinay      | Faaiz Anwar  |      |      |